# Лебедев, Сергей Элефертович
Серге́й Элефертович Ле́бедев (узб. Sergey Elefertovich Lebedev; 31 января 1969) — советский и узбекский футболист, играл на позициях полузащитника и нападающего. Выступал за сборную Узбекистана.

## Карьера

### Клубная
Начинал карьеру в «Турбине» Брежнев, далее играл в кировском «Динамо». С 1989 по 1999 год с перерывами выступал за «Нефтяник» / «Нефтчи» Фергана. 23 мая 1999 года отметился дублем в ворота «Насафа», где и провёл следующий сезон. В 2002 году вернулся в «Нефтчи», 9 августа того же года в финале Кубка Узбекистана против «Пахтакора» отметился двумя автоголами на 4-й и 110-й минутах, игра завершилась со счётом 6:3 в пользу «Пахтакора», хотя основное время завершилось вничью 3:3. В 2004 году выступал за «Согдиану», в 2005 году защищал цвета «Металлурга» Бекабад. Завершал профессиональную карьеру в «Нефтчи». В 2014 году работал помощником тренера в «Нефтчи».

### Сборная
С 1994 по 2000 год провёл 33 матча за национальную сборную, в которых забил 10 мячей.
В 1994 году в составе сборной Узбекистана стал чемпионом Азиатских игр.
Участник двух кубков Азии.
В Гонконге 3 июля 1997 года состоялся матч посвященный присоединении Гонконга к Китаю. Сергей Лебедев является единственным футболистом с постсоветского пространства выступавшим за сборную мира после распада СССР.

## Государственные награды
- Медаль «Шухрат»[5]